# Alabama folyói

## AMexikói-öbölbeömlő folyók

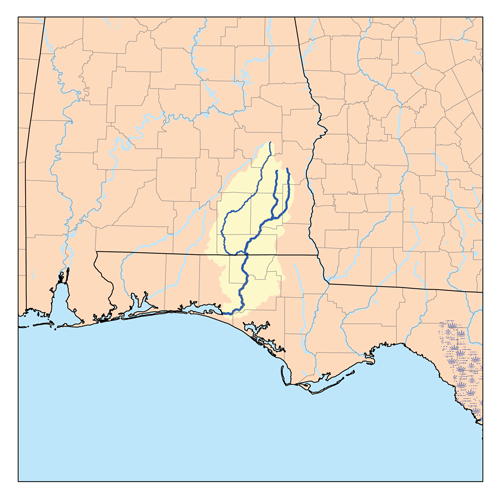
Choctawhatchee vízgyűjtő medence

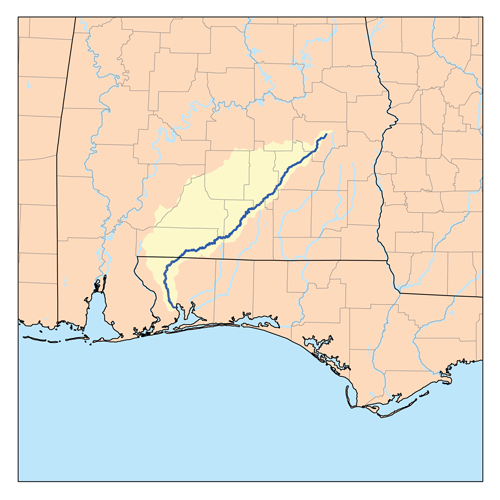
Escambia/Conecuh vízgyűjtő medence

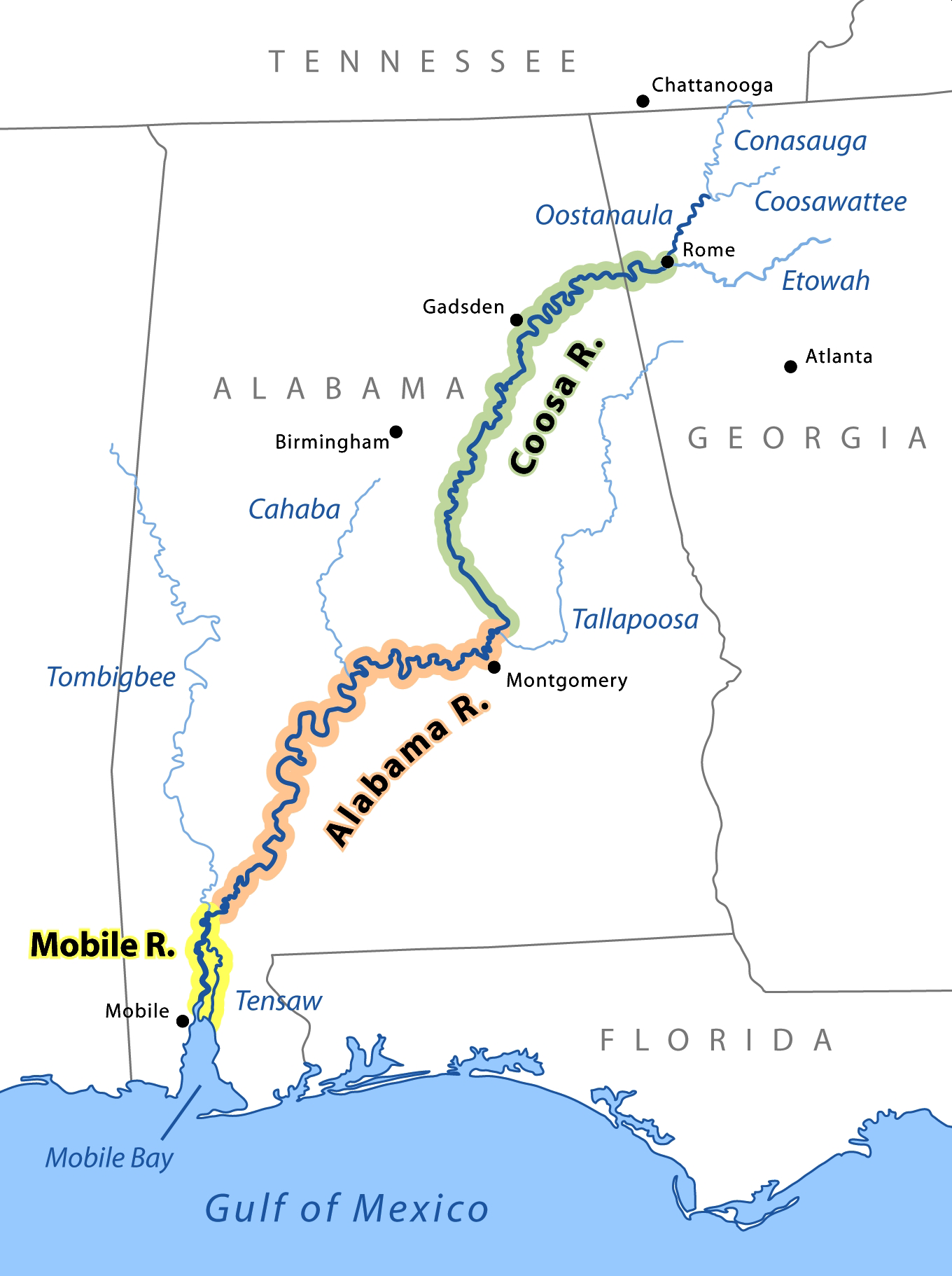
Mobile, Alabama and Coosa folyók

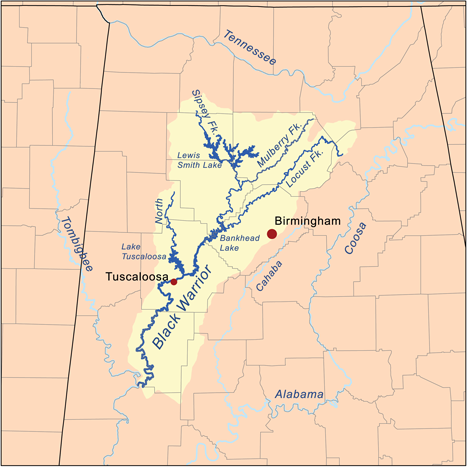
Black Warrior vízgyűjtő medence

### Choctawhatchee vízgyűjtő medence
- Apalachicola (FL) 
  - Chattahoochee folyó
- Choctawhatchee folyó
  - Pea folyó
  - Little Choctawhatchee folyó
- Yellow folyó

### Escambia/Conecuh vízgyűjtő medence
- Escambia folyó (FL) 
  - Conecuh folyó 
    - Sepulga folyó
    - Patsaliga folyó
- Perdido folyó 
  - Blackwater folyó
  - Styx folyó
- Magnolia folyó
- Fish folyó

### Mobile, Alabama és Coosa folyók
- Tensaw folyó
- Mobile folyó  
  - Alabama folyó
    - Cahaba folyó
    - Tallapoosa folyó 
      - Little Tallapoosa folyó

    - Coosa folyó 
      - Waxahatchee folyó
      - Little folyó
      - Chattooga folyó

  - Tombigbee folyó 
    - Sucarnoochee folyó

## Black Warrior vízgyűjtő medence
- - Black Warrior, Alabama
    - North folyó
    - Little Warrior folyó
    - Locust Fork
    - Mulberry Fork 
      - Sipsey Fork
      - Broglen folyó
      - Duck folyó

  - Noxubee folyó
  - Sipsey folyó 
    - New folyó 
      - Little New folyó

  - Buttahatchee folyó
- Dog folyó
- Fowl folyó
- Pascagoula folyó (MS) 
  - Escatawpa folyó
- Mississippi (LA, MS, TN, KY) 
  - Ohio (KY) 
    - Tennessee
      - Bear Creek
      - Elk folyó
      - Flint Creek
      - Limestone Creek
      - Indian Creek
      - Flint folyó
      - Paint Rock folyó

## ABC sorrendben
- Alabama
- Apalachicola
- Bear Creek
- Black Warrior
- Blackwater folyó
- Broglen folyó
- Buttahatchee folyó
- Cahaba folyó
- Chattahoochee folyó
- Chattooga folyó
- Choctawhatchee folyó
- Conecuh folyó
- Coosa folyó
- Dog folyó
- Duck folyó
- Elk folyó
- Escambia folyó
- Escatawpa folyó
- Fish folyó
- Flint folyó
- Fowl River
- Little Choctawhatchee folyó
- Little New folyó
- Little folyó
- Little folyó
- Little Warrior folyó
- Locust Fork of the Black Warrior folyó
- Magnolia folyó
- Mobile
- Mulberry Fork of the Black Warrior folyó
- New folyó
- North folyó
- Noxubee folyó
- Paint Rock folyó
- Patsaliga Creek
- Pea folyó
- Perdido folyó
- Sepulga folyó
- Sipsey folyó
- Sipsey Fork of the Black Warrior folyó
- Styx folyó
- Sucarnoochee folyó
- Tallapoosa folyó
- Tennessee
- Tensaw folyó
- Tombigbee folyó
- Waxahatchee Creek
- Yellow folyó